# Wanda Jewell
Wanda Rae Jewell (Havre, 19 giugno 1954) è un'ex tiratrice a segno statunitense.

## Palmarès

### Olimpiadi
- 1 medaglia:
  - 1 bronzo (Los Angeles 1984 nel fucile 50 metri tre posizioni)